# The Rising
The Rising ist das zwölfte Studioalbum des US-amerikanischen Rockmusikers Bruce Springsteen und seiner Begleitband der E Street Band, veröffentlicht im Jahr 2002. Springsteen reflektiert hier Eindrücke hinsichtlich der Terroranschläge am 11. September 2001 in den USA.

## Entstehung und Veröffentlichung
Die Erstveröffentlichung von The Rising erfolgte am 29. Juli 2002 bei Columbia Records und war Springsteen erstes Studioalbum nach sieben Jahren, das erste nach 18 Jahren mit der E Street Band. Das Album erschien in seiner Originalausführung als CD (Katalognummer: 508000 2) und LP (Katalognummer: 508000 1) mit 15 Titeln.
Geschrieben wurden alle Lieder vom Interpreten selbst. Für die Produktion zeichnete Brendan O’Brien verantwortlich.

## Inhalt
Die meisten Titel des Albums entstanden nach dem 11. September 2001, wenige davon zuvor. My City of Ruins wurde ursprünglich über Asbury Park in New Jersey geschrieben und dort auch veröffentlicht. Diesen Titel spielte Springsteen bei der Fernsehveranstaltung America: A Tribute to Heroes, bei dem Zuschauer für die Opfer und Hinterbliebenen der Anschläge spenden konnten. Further On (Up the Road) wurde bereits im Madison Square Garden während seiner 2000er Reunion-Tour mit der E Street Band gespielt und professionell aufgenommen, fand aber keinen Eingang in die damalige Veröffentlichung Live in New York City. Waiting on a Sunny Day wurde in den 1990er-Jahren geschrieben. Der Titel Nothing Man stammt aus dem Jahre 1994, wurde jedoch für das Album noch einmal neu aufgenommen.
Mary’s Place ist direkt inspiriert von Sam Cookes Meet Me at Mary’s Place, Let’s Be Friends lehnt sich an John Mellencamps Cherry Bomb und Mariah Careys Dreamlover an, und My City of Ruins ist eine Reminiszenz an Curtis Mayfields People Get Ready.

## Titelliste
1. Lonesome Day – 4:08
2. Into the Fire – 5:04
3. Waitin’ on a Sunny Day – 4:18
4. Nothing Man – 4:23
5. Countin’ on a Miracle – 4:44
6. Empty Sky – 3:34
7. Worlds Apart – 6:07
8. Let’s Be Friends (Skin to Skin) – 4:21
9. Further On (Up the Road) – 3:52
10. The Fuse – 5:37
11. Mary’s Place – 6:03
12. You’re Missing – 5:10
13. The Rising – 4:50
14. Paradise – 5:39
15. My City of Ruins – 5:00

## Mitwirkende Musiker

### E Street Band
- Bruce Springsteen – Gesang, E-Gitarre, Akustikgitarre, Mundharmonika
- Roy Bittan – Keyboard, Piano, Mellotron
- Clarence Clemons – Saxophon, Backgroundgesang
- Danny Federici – Hammond-Orgel
- Nils Lofgren – E-Gitarre, Dobro, Slide-Gitarre, Banjo, Backgroundgesang
- Patti Scialfa – Gesang, Rhythmusgitarre
- Garry Tallent – E-Bass
- Steven Van Zandt – E-Gitarre, Backgroundgesang, Mandoline
- Max Weinberg – Schlagzeug

### Weitere Musiker
- Soozie Tyrell – Violine, Backgroundgesang
- Brendan O’Brien – Glockenspiel
- Larry Lemaster – Cello
- Jere Flint – Cello
- Jane Scarpantoni – Cello
- Nashville String Machine
- Asuf Ali Khan und Band
- Alliance Singers
- The Miami Horns

## Preise
Mit The Rising gewann Springsteen 2003 drei Grammys in den Kategorien Bestes Rockalbum, Beste männliche Gesangsdarbietung – Rock und Bester Rocksong.

## Kommerzieller Erfolg

### Chartplatzierungen
| ChartsChartplatzierungen       | Höchstplatzierung | Wochen |
| ------------------------------ | ----------------- | ------ |
| Deutschland (GfK)              | 1 (37 Wo.)        | 37     |
| Österreich (Ö3)                | 2 (18 Wo.)        | 18     |
| Schweiz (IFPI)                 | 2 (14 Wo.)        | 14     |
| Vereinigte Staaten (Billboard) | 1 (37 Wo.)        | 37     |
| Vereinigtes Königreich (OCC)   | 1 (22 Wo.)        | 22     |

| ChartsJahrescharts (2002)      | Platzierung |
| ------------------------------ | ----------- |
| Deutschland (GfK)              | 14          |
| Österreich (Ö3)                | 43          |
| Schweiz (IFPI)                 | 34          |
| Vereinigte Staaten (Billboard) | 34          |
| Vereinigtes Königreich (OCC)   | 87          |

| ChartsJahrescharts (2003)      | Platzierung |
| ------------------------------ | ----------- |
| Vereinigte Staaten (Billboard) | 166         |

### Auszeichnungen für Musikverkäufe
| Land/Region                  | Auszeichnungen für Musikverkäufe (Land/Region, Auszeichnung, Verkäufe) | Verkäufe    |
| ---------------------------- | ---------------------------------------------------------------------- | ----------- |
| Australien (ARIA)            | Platin                                                                 | 70.000      |
| Belgien (BRMA)               | Gold                                                                   | 25.000      |
| Dänemark (IFPI)              | Platin                                                                 | 40.000      |
| Deutschland (BVMI)           | Platin                                                                 | 300.000     |
| Europa (IFPI)                | Platin                                                                 | (1.000.000) |
| Finnland (IFPI)              | Gold                                                                   | 28.121      |
| Frankreich (SNEP)            | Gold                                                                   | 100.000     |
| Neuseeland (RMNZ)            | Platin                                                                 | 15.000      |
| Niederlande (NVPI)           | Gold                                                                   | 40.000      |
| Norwegen (IFPI)              | Platin                                                                 | 50.000      |
| Österreich (IFPI)            | Gold                                                                   | 20.000      |
| Schweden (IFPI)              | 2× Platin                                                              | 120.000     |
| Schweiz (IFPI)               | Gold                                                                   | 20.000      |
| Spanien (Promusicae)         | Platin                                                                 | 100.000     |
| Vereinigte Staaten (RIAA)    | 2× Platin                                                              | 2.000.000   |
| Vereinigtes Königreich (BPI) | Platin                                                                 | 300.000     |
| Insgesamt                    | 6× Gold · 12× Platin ·                                                 | 3.228.121   |

Hauptartikel: Bruce Springsteen/Auszeichnungen für Musikverkäufe